# Hyperolius quadratomaculatus
Hyperolius quadratomaculatus là một loài ếch thuộc họ Hyperoliidae.
Đây là loài đặc hữu của Mohorro, Tanzania.
Môi trường sống tự nhiên của chúng là sông ngòi, đầm nước ngọt, và đầm nước ngọt có nước theo mùa. Có thể chúng đẻ trứng trong các vùng nước và có một chiến thuật đẻ trứng phát triển ấu trùng.